# Abū Michnaf
Abū Michnaf, mit vollständigem Namen Abū Michnaf Lūt ibn Yahyā al-Azdī / أبو مخنف لوط بن يحيى الأزدي / Abū Miḫnaf Lūṭ b. Yaḥyā al-Azdī (gest. 774), war ein bedeutender arabischer Geschichtsschreiber zur Zeit der Umayyaden mit Wirkungsfeld Kufa. 

## Leben
Sein Großvater war die führende Persönlichkeit des Stammes der Azd und ein treuer Anhänger von Ali ibn Abi Talib. Abū Michnaf wurden Neigungen zu der Schia nachgesagt. In der Tat behandelt er die Oppositionsbewegungen gegen die Umayyaden in seinen historischen Monographien, die in den Werken seiner Nachfolger, vor allem bei at-Tabarī und al-Balādhurī erhalten sind, mit beachtenswerter Ausführlichkeit.
Seine Werke sind nur in späten Abschriften und nur fragmentarisch erhalten; sein Buch über die Ermordung von al-Husain ibn 'Alī hat der deutsche Orientalist Ferdinand Wüstenfeld ins Deutsche übersetzt: Der Tod Ḥuseins und die Rache. Sein Bericht über die sog. „Büßer“, al-tawwabūn / التوّابون / al-tawwābūn, die Anhänger des schiitischen Märtyrers al-Husain, ist in at-Tabarīs annalistischer Weltgeschichte erhalten. Dieser Bericht ist ein literarisches Prachtstück altarabischer Prosa im Stil einer Passionsgeschichte und geht, gemäß dem Forschungsstand, auf die Monographie Abū Michnafs unter dem Titel kitāb Sulaimān ibn Surad wa-ʿAin al-Warda / كتاب سليمان بن صرد وعين الوردة / Kitāb Sulaimān b. Ṣurad wa-ʿAin al-Warda / ‚Bericht über Sulaimān ibn Surad und (die Schlacht bei) ʿAin al-Warda‘ zurück. Unter seinen Schriften wird auch die Monographie über die Wahl von Abū Bakr und über die Rolle der medinensischen Opposition unter der Führung von Saʿd ibn ʿUbāda ibn Dulaim genannt: Kitāb as-Saqīfa كتاب السقيفة / ‚Der Bericht über den Säulengang‘. Gemeint ist der Säulengang der Banu Sa'ida der Ansār, wo die Wahl des ersten Kalifen stattfand.
Das Kitāb al-Ġārāt über die frühislamischen Feldzüge bis zur Schlacht bei Ṣiffīn hat Ursula Sezgin, mit Hinweis auf die irrtümlichen Angaben bei Fuat Sezgin (1967, S. 309), als ein Werk des Abū Miḫnaf identifiziert und in ihrer Dissertation im Jahre 1971 eingehend analysiert. Die Korrektur hierzu erfolgte in 1981 mit dem Hinweis, dass bei dem untersuchten Material kein Werk des Abū Miḫnaf, sondern ein Teil der umfangreichen Kompilation über die Eroberungszüge aus der Feder des späteren Historikers Muḥammad b. ʿAlī b. Aʿṯam Kūfī († gegen 926) vorliegt.
Seine Monographien über die historischen Ereignisse im Irak unter den Umayyaden waren noch im späten 10. Jahrhundert bekannt: Ibn an-Nadīm führt in seinem Fihrist 33 Titel an.